# Gratwich
Gratwich är en by i civil parish Kingstone, i distriktet East Staffordshire, i grevskapet Staffordshire i England. Byn är belägen 6 km från Uttoxeter. Gratwich var en civil parish fram till 1934 när blev den en del av Kingston. Civil parish hade 58 invånare år 1931. Byn nämndes i Domedagsboken (Domesday Book) år 1086, och kallades då Crotewiche.